# Solanum fructu-tecto
Solanum fructu-tecto är en potatisväxtart som beskrevs av Antonio José Cavanilles. Solanum fructu-tecto ingår i släktet skattor som ingår i familjen potatisväxter. Inga underarter finns listade i Catalogue of Life.